# Sphoeroides parvus
Sphoeroides parvus is een  straalvinnige vissensoort uit de familie van kogelvissen (Tetraodontidae). De wetenschappelijke naam van de soort is voor het eerst geldig gepubliceerd in 1969 door Shipp & Yerger.